# Baronía de Akova

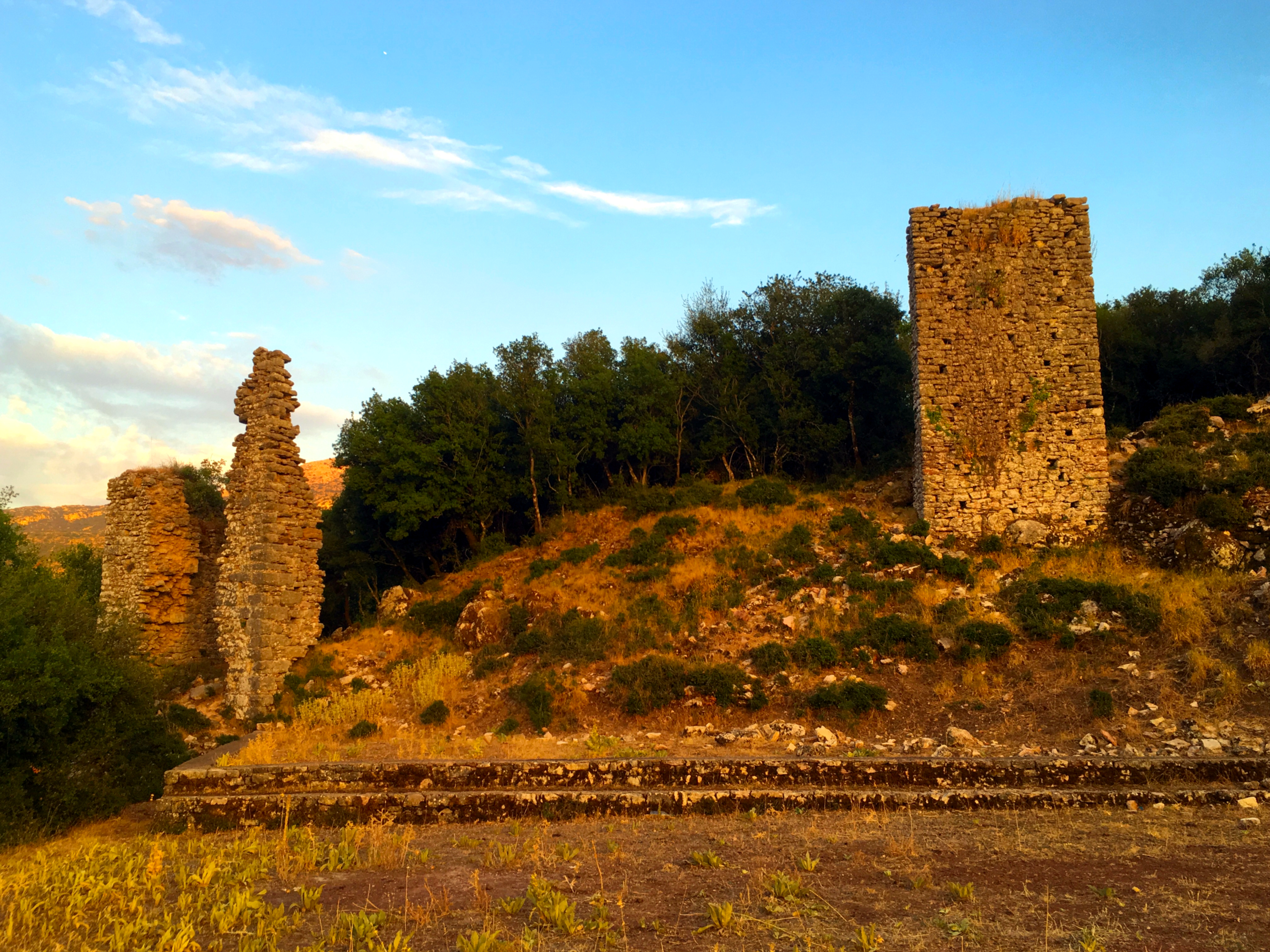
Vista del Castillo de Akova, sede de la baronía.

La Baronía de Akova fue un feudo medieval franco del Principado de Acaya, ubicado en las montañas orientales de Elis en la península del Peloponeso en Grecia, y con capital en la fortaleza de Akova o Matagrifón. Fue una de las doce baronías originales de Acaya, pero fue conquistada por los bizantinos en 1320.

## Historia
La Baronía de Akova fue establecida alrededor de 1209, después de la conquista del Peloponeso por los cruzados, y fue una de las doce Baronías originales dentro del Principado de Acaya. Junto con la Baronía de Patras, Akova fue una de las dos baronías más grandes e importantes del principado, con veinticuatro feudos atribuidos. La capital de la baronía fue la fortaleza de Akova o Matagrifón («Mata-griegos», «Grifon» es un término francés para griegos), construido en la zona montañosa conocida en la Crónica de Morea como Mesarea, separando Elis de Arcadia y dominando el alto valle del río Alfeo, por la familia señorial de Rosières, de origen borgoñon.
El único barón conocido del primer período de la Baronía es Gualterio de Rosières, que es registrado por primera vez en la lista de feudos poseídos en 1228/30 y por la Crónica como habiendo muerto sin descendencia alrededor de 1273. Para cubrir el período desde 1209, Karl Hopf hipotetizó que hubo dos barones, padre e hijo, llamados Gualterio, pero, como Antoine Bon señala, la existencia de un ahora olvidado barón antes de 1228/30 es igualmente posible. El único heredero de Gualterio fue Margarita de Passavant, la hija de su hermana con Juan de Nully, barón de Passavant. Margarita había residido en Constantinopla como rehén de la corte bizantina desde 1262, y a su regreso al principado, ella trató de reclamar su herencia, pero no pudo hacerlo, ya que por la ley feudal aquea, cualquier heredero tenía que llevar su reclamo dentro de al menos dos años y dos días a partir de la muerte del último poseedor, o la reclamación se perdía. Como Margarita había retrasado su llegada, el príncipe Guillermo II de Villehardouin ya había confiscado la Baronía de Akova (Passavant se había perdido ante los bizantinos). Las reclamaciones de Margarita se convirtieron en el objeto de una célebre disputa legal, que fue adjudicada en un parlamento celebrado en Glarentsa, probablemente en 1276. A pesar de que se casó con el influyente Juan de Saint Omer para promover sus reclamos, el parlamento falló en favor del príncipe, quien sin embargo, cedió la tercera parte de la baronía (8 feudos) a Margarita y Juan, mientras que el resto, junto con la fortaleza de la propia Akova, se convirtió en un feudo de la hija menor de Guillermo, Margarita.
Margarita de Villehardouin incremento sus dominios en 1297 a través de la donación de unos pocos feudos y castillos por su hermana, la princesa Isabel. Alrededor de 1311, Margarita buscó, en virtud de su descendencia, reclamar el Principado, o al menos una parte de ella a los reyes angevinos de Nápoles que la estaban controlando desde 1278. Con este fin, en febrero de 1314 Margarita casó a su única hija, Isabel de Sabran, con Fernando de Mallorca, y pasó sus títulos y reclamaciones a los mismos. Luego regresó a Acaya, donde fue encarcelada por el bailío angevino y murió en prisión en febrero o marzo de 1315. Fernando invadió Acaya y trató de reclamar el Principado a Luis de Borgoña, pero cayó en la batalla de Manolada en julio de 1316. A consecuencia de la muerte de Margarita y la invasión mallorquina, la Baronía de Akova fue confiscada y fue añadida al dominio principesco. Cinco años después, en 1320, Akova junto con los castillos de Karitena, Polifengno, y San Jorge en Eskorta, cayeron ante los bizantinos bajo Andrónico Asen.